# فرانتس يوزف الأول
فرانز جوزيف الأول (بالألمانية: Franz Joseph I) (‏18 أغسطس 1830م– 21 نوفمبر 1916م) إمبراطور النمسا-المجر، وُلد في قصر شونبرون في فيينا كأكبر أبناء الأرشدوق فرانز كارل، تولى مقاليد الحكم في عام 1848م وتزوج في سنة 1853م من إليزابيث من بافاريا.
وقد تعرض في حياته إلى العديد من الصدمات كان أولها إعدام شقيقه الأصغر عام 1867م ماكسيميليان الذي كان امبراطوراً للمكسيك حينذاك، وأيضًا انتحر ابنه الأرشيدوق رودلف سنة 1889م، ثم وفاة شقيقه كارل لودفيغ ولي العهد في عام 1896م بعد مرض تعرض له بسبب شربه لمياه ملوثة خلال رحلته إلى الأراضي المقدسة. بعد وفاة شقيقه بسنتين قُتلت زوجته إليزابيث في جنيف على يد منشق إيطالي وبعد ذلك أصبحت عمليه وراثة العرش معقدة.
فلذلك برز ابن شقيقه المتوفي «كارل لودفيغ» وهو فرانز فرديناند الذي أصبح ولي العهد التالي، ولكن بسبب زواجه من صوفي شوتيك مرغنطي، منع أبنائهم من وراثة العرش، حضر زفاف القيصر الألماني فيلهلم الثاني والقيصر الروسي نيكولاس الثاني، ومع ذلك لم يحضر الإمبراطور فرانز يوزف حفلة زفافه في عام 1900م وأيضاً جنازته بعد أن اغتيل في سنة 1914م في سراييفو على يد طالب صربي متشدد وكان السبب الرئيسي لـ حرب العالمية الأولى، وبعد أن اشتعلت الحرب العالمية الأولى توفي الامبراطور في 21 نوفمبر 1916م بعد حكم لمدة 66 سنة وتولى بعده حفيد أخيه الأصغر كارل الأول (إمبراطور النمسا).
كان فرانز جوزيف منزعجًا من القومية طوال فترة حكمه. أنهى التسوية النمساوية المجرية لعام 1867م، والتي منحت استقلالًا أكبر من الحكم الذاتي للمجر وحولت الإمبراطورية النمساوية إلى الملكية المزدوجة للنمسا-المجر. حكم سلميًا لمدة 45 عامًا، لكنه عانى على الصعيد الشخصي من مآسي إعدام شقيقه، إمبراطور المكسيك ماكسيميليان عام 1867، وانتحار ابنه الوحيد وولي العهد الأمير رودولف، في عام 1889م، واغتيال زوجته، الإمبراطورة إليزابيث («السيسي»)، عام 1898، واغتيال ابن أخيه ووريثه المفترض، الأرشيدوق فرانز فرديناند، عام 1914م.
بعد الحرب النمساوية البروسية، وجهت النمسا-المجر اهتمامها إلى البلقان، والتي كانت نقطة ساخنة وحساسة للتوتر الدولي بسبب تضارب المصالح مع الإمبراطورية الروسية. كانت الأزمة البوسنية نتيجة لضم فرانز جوزيف للبوسنة والهرسك في عام 1908م، والتي احتلتها قواته منذ مؤتمر برلين (1878م).
في 28 يونيو 1914م، أدى اغتيال ابن أخيه ووريثه المفترض، الأرشيدوق فرانز فرديناند في سراييفو إلى إعلان النمسا والمجر الحرب ضد مملكة صربيا، التي كانت حليفة للإمبراطورية الروسية. أدى ذلك إلى نشاط نظام التحالفات ما أدى إلى اندلاع الحرب العالمية الأولى.
توفي فرانز جوزيف في 21 نوفمبر 1916م، بعد أن حكم لما يقرب 68 عامًا، ليموت واحدًا من أطول الملوك حكمًا في التاريخ الحديث. وخلفه ابن أخيه شارل الأول.

## أولى سنوات حياته
ولد فرانز جوزيف في 18 أغسطس 1830م في قصر شونبرون في فيينا (في الذكرى الخامسة والستين لوفاة فرانسيس الأول) وهو الابن الأكبر لفرانز كارل أرشيدوق النمسا (الابن الأصغر لفرانتس الثاني الإمبراطور الروماني المقدس) وزوجته صوفي أميرة بافاريا. نظرًا لأن عمه، الإمبراطور فرديناند، الذي حكم من عام 1835م كان ضعيف الذهن ولأن والده كان متقاعدًا ولم يطمج باتجاه العرش فقد ربت الأميرة صوفيا ابنها الأرشيدوق الشاب ليصبح الإمبراطور المستقبلي، مع التركيز على الإخلاص والمسؤولية والاجتهاد.
نظرًا لعدم توقع ولادة أحفاد من زواج وريث العرش، الأرشيدوق فرديناند (إمبراطور من عام 1835م)، فقد كان من المقرر أن يواصل شقيقه الأكبر فرانتس كارل خلافة آل هابسبورغ، ولهذا السبب فقد كان لولادة ابنه فرانتس يوزف أهمية كبيرة في المحكمة الفيينية. كان فرانتس كارل ضعيفًا جسديًا وعقليًا، وبالتالي فلم يكن مناسبًا لولاية العهد. لهذا السبب، ربت الأميرة صوفيا الطموحة سياسيًا ابنها فرانتس ليصبح ولي العهد منذ طفولته.
ربت الصغير فرانتسي المربية («آيا») لويز فون شتورمفيدر حتى سن السابعة. ثم بدأ «تعليمه الرسمي»، الذي كان جوهره «الإحساس بالواجب» والتدين والوعي الأسري. لقنه عالم اللاهوت جوزيف أوتمار فون راوشر الفهم الراسخ للأصل الإلهي للحكم (النعمة الإلهية) ولهذا السبب لا يشارك عامة الشعب في الحكم بصفته حكام.
أمر المعلمون هاينريش فرانتس فون بومبيل والكولونيل يوهان بابتيست كورونيني كرونبيرج الأرشيدوق فرانتس بالدراسة لساعات طويلة، والذي كان في البداية 18 ساعة في الأسبوع وأصبح فيما بعد 50 ساعة في الأسبوع عندما أصبح فرانتس في سن السادسة عشر. وكانت إحدى المحاور الرئيسية التي ركز عليها تعليم فرانتس هي مهارات اكتساب اللغة: إذ وبالإضافة إلى اللغة الفرنسية، التي كانت اللغة الدبلوماسية في ذلك الوقت، كانت اللاتينية واليونانية القديمة والمجرية والتشيكية والإيطالية والبولندية من أهم اللغات الوطنية في النظام الملكي. بالإضافة إلى ذلك، تلقى الأرشيدوق التعليم الذي كان شائعًا في ذلك الوقت (بما في ذلك الرياضيات والفيزياء والتاريخ والجغرافيا) وأضيف إليه لاحقًا علم القانون والعلوم السياسية. واستُكمل هذا النهج المكثف أيضًا بأشكال مختلفة من التربية البدنية.
عُين فرانتس كولونيل على فصيل الفرسان الثالث بمناسبة عيد ميلاده الثالث عشر، وانتقل بذلك التركيز في تعليمه على نقل المعرفة الاستراتيجية والتكتيكية الأساسية.
مجّد فرانتس جده، دير غوته كايزر فرانتس، الذي توفي قبل فترة وجيزة من عيد ميلاه الخامس، واعتبره الملك المثالي. بدأ فرانتس حياته في سن الثالثة عشر بصفته كولونيل في الجيش النمساوي. ومنذ ذلك الوقت وما تلاه، تبنى الجيش أسلوبه الشخصي ولبقية حياته ارتدى الزي العسكري بشكل معتاد. سرعان ما انضم إلى فرانز جوزيف ثلاثة أشقاء أصغر سناً: الأرشيدوق فرديناند ماكسيميليان (من مواليد 1832م، إمبراطور المكسيك المستقبلي ماكسيميليان)؛ الأرشيدوق كارل لودفيغ (مواليد 1833م والد الأرشيدوق فرانتس فرديناند من النمسا) والأرشيدوق لودفيغ فيكتور (مواليد 1842م) وأخته ماريا آنا (مواليد 1835م) التي توفيت عن عمر يناهز الرابعة. 

## معرض الصور

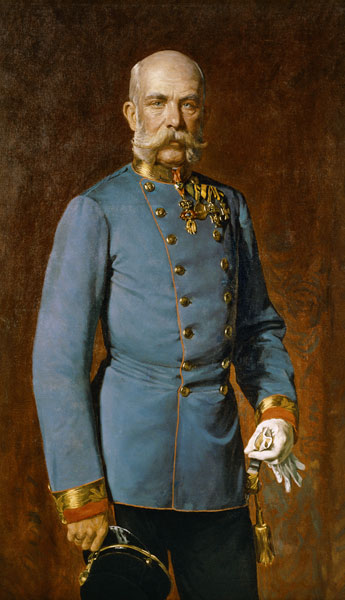
فرانز جوزيف الأول قبل 1923م
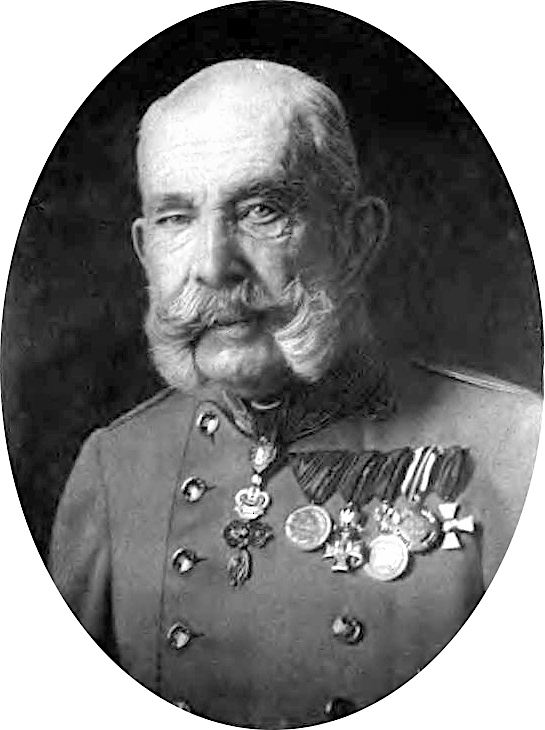
فرانز جوزيف الأول 1913م
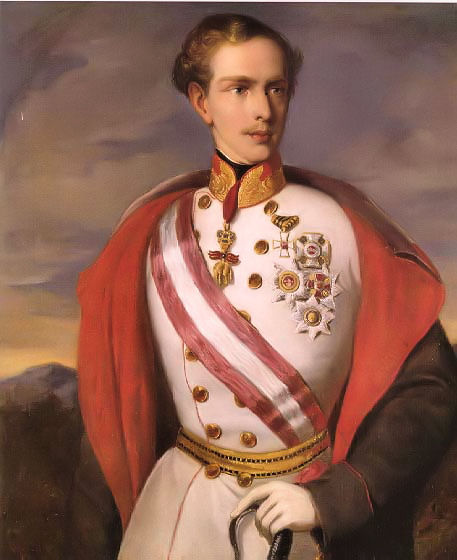
فرانز جوزيف الأول ملك النمسا (1830م-1916م)

## روابط خارجية
- فرانتس يوزف الأول على موقع IMDb (الإنجليزية)
- فرانتس يوزف الأول على موقع الموسوعة البريطانية (الإنجليزية)
- فرانتس يوزف الأول على موقع ميوزك برينز (الإنجليزية)
- فرانتس يوزف الأول على موقع ديسكوغز (الإنجليزية)
- فرانتس يوزف الأول على موقع ديسكوغز (الإنجليزية)
- فرانتس يوزف الأول على موقع قاعدة بيانات الفيلم (الإنجليزية)